# Flying Camel
El Flying Camel (en chino tradicional, 飛駝足球隊) fue un equipo de fútbol de Taiwán que jugó en la Enterprise Football League, la desaparecida primera división de fútbol en el país.

## Historia
Fue fundado el 21 de julio de 1973 en la capital Taipéi y era el equipo que representaba al Ministerio Nacional de Defensa de Taiwán.
Fue uno de los equipos fundadores de la Enterprise Football League en 1983, y ganó las primeras tres ediciones de la liga, siendo uno de los equipos más dominantes de la liga en los 10 primeros años de existencia de la liga.
A mediados de los años 1990s el club comenzó a tener problemas internos que se reflejaron en la cancha, ya que carecían de recursos y tanto el Taipower FC y el Tatung FC comenzaron a tomar distancia hasta que al terminar la temporada de 1997 el club desaparece.

## Palmarés
- Enterprise Football League: 5

1983, 1984, 1985, 1988, 1993
- Copa de Taiwán: 5

1974, 1979, 1980, 1981, 1982